# Власова, Татьяна Владимировна
Татьяна Владимировна Власова (1915—2008) — советский физико-географ, кандидат географических наук, доцент, доктор географических наук (1970), профессор кафедры физической географии и геоэкологии Московского педагогического государственного университета (1970).

## Биография
Родилась Татьяна Владимировна в городе Москве в 1905 году. Окончила школу, затем работала чертёжницей. В 1934 году Татьяна Власова поступила в Московский государственный университет на географический факультет, после окончания МГУ продолжила учёбу в аспирантуре, но не закончила, началась Великая Отечественная война. Власова была в эвакуации в Иркутске, где преподавала на естественно-географическом факультете Иркутского государственного педагогического института. Затем вернулась в свой родной город Москву, в 1946 году окончила аспирантуру МГУ им. М. В. Ломоносова.
В 1947 году защитила кандидатскую диссертацию на тему «Региональные особенности  природы Европы», затем работала доцентом кафедры физического страноведения на географическом факультете Московского городского педагогического института имени В. П. Потёмкина. По учебнику «Физическая география материков» Татьяна Владимировна в 1970 году защитила докторскую диссертацию и с этого года работала профессором кафедры физической географии и геоэкологии Московского педагогического государственного университета, благодаря Татьяне Владимировне был создан спецсеминар «Региональные аспекты взаимодействия человека и природы», который действовал с некоторыми перерывами больше 20 лет. 
Занималась научной работой, разработала оригинальную систему комплексного физико-географического районирования суши Земли с соответствующей картой.
Татьяна Владимировна Власова является председателем комиссии по физической географии научно-методического совета при Министерстве просвещения СССР, была председателем Учёного совета по присуждению ученых степеней на географическом факультете МГПИ, членом совета по присуждению степени доктора географических наук в МГУ.
Татьяна Владимировна является автором книг: «Венгрия» (1948), «Физико-географическое районирование Венгрии» (1954), «Физическая география частей света» (1961), «Физическая география материков. Евразия. Африка» (1981), «Физическая география материков (с прилегающими частями океанов). Северная Америка, Южная Америка, Австралия и Океания, Антарктида» (1983), «Физическая география материков и океанов» (2002) и другие.
Умерла в городе Москве 2008 года.